# Balkan bruin blauwtje
Het Balkan bruin blauwtje (Aricia anteros) is een vlinder uit de familie Lycaenidae. De wetenschappelijke naam is voor het eerst geldig gepubliceerd in 1838 door Christian Friedrich Freyer.
De soort komt voor in Europa.